# Mistrzostwa Świata w Gimnastyce Sportowej 2010
Mistrzostwa Świata w Gimnastyce Sportowej 2010 odbyły się w hali Ahoy w Rotterdamie w dniach od 16 do 24 października 2010. Była to 42. edycja mistrzostw.
W mistrzostwach startowało 334 gimnastyków i 238 gimnastyczek z 69 krajów. 

## Reprezentacja Polski[1]

### kobiety
- Monika Frandofert (TS Wisła Kraków) − 17. (wielobój drużynowy), 108. (poręcze), 123. (równoważnia), 86. (wolne)
- Gabriela Janik (TS Wisła Kraków) − 56. (wielobój), 17. (wielobój drużynowy), 93. (poręcze), 75. (równoważnia), 90. (wolne)
- Katarzyna Jurkowska (TS Wisła Kraków) − 17. (wielobój drużynowy), 44. (równoważnia), 79. (wolne)
- Marta Pihan-Kulesza (MKS Kusy Szczecin) − 26. (wielobój), 17. (wielobój drużynowy), 26. (wielobój), 47. (skok), 53. (poręcze), 14. (równoważnia), 51. (wolne)
- Joanna Litewka (KS Korona Kraków) − 17. (wielobój drużynowy), 102. (skok), 179. (poręcze)
- Paula Plichta (UKS SMS Olsztyn) − 126. (wielobój), 17. (wielobój drużynowy), 63. (skok), 69. (równoważnia), 148. (wolne)

### mężczyźni
- Kamil Hulbój (AZS AWFiS Gdańsk) − 27. (wielobój drużynowy), 162. (koń z łękami)
- Adam Kierzkowski (AZS AWF Biała Podlaska) − 27. (wielobój drużynowy), 220. (koń z łękami), 95. (kółka), 6. (poręcze), 175. (drążek)
- Roman Kulesza (AZS AWF Biała Podlaska) − 38. (wielobój), 27. (wielobój drużynowy), 116. (wolne), 124. (koń z łękami), 103. (kółka), 26. (poręcze), 17. (drążek)
- Przemysław Lis (KS Iskra Zabrze) − 27. (wielobój drużynowy), 102. (poręcze), 84. (drążek)
- Marek Łyszczarz (AZS AWFiS Gdańsk) − 27. (wielobój drużynowy), 132. (wolne), 140. (koń z łękami), 98. (kółka), 31. (skok)
- Maciej Łabutin (NTG Nysa) − 109. (wielobój), 27. (wielobój drużynowy), 194. (wolne), 144. (koń z łękami), 182. (drążek)

## Tabela medalowa
| Miejsce | Państwo           | Złoto | Srebro | Brąz | Razem |
| ------- | ----------------- | ----- | ------ | ---- | ----- |
| 1       | Chiny             | 4     | 4      | 1    | 9     |
| 2       | Rosja             | 2     | 4      | 0    | 6     |
| 3       | Stany Zjednoczone | 1     | 2      | 3    | 6     |
| 4       | Japonia           | 1     | 2      | 1    | 4     |
| 5       | Wielka Brytania   | 1     | 1      | 1    | 3     |
| 6       | Rumunia           | 1     | 1      | 0    | 2     |
| 7       | Australia         | 1     | 0      | 1    | 2     |
| 8       | Francja           | 1     | 0      | 0    | 1     |
| 8       | Grecja            | 1     | 0      | 0    | 1     |
| 8       | Węgry             | 1     | 0      | 0    | 1     |
| 11      | Niemcy            | 0     | 1      | 2    | 3     |
| 12      | Holandia          | 0     | 1      | 0    | 1     |
| 13      | Białoruś          | 0     | 0      | 1    | 1     |
| 13      | Brazylia          | 0     | 0      | 1    | 1     |
| 13      | Włochy            | 0     | 0      | 1    | 1     |
| Razem   | Razem             | 14    | 16     | 12   | 42    |

## Medaliści
| Konkurencja:                                  | Złoto: | Srebro: | Brąz: |
| Mężczyźni                                     | | | |
| wielobój (22 października)                    | Kōhei Uchimura | Phillipp Boy | Jonathan Horton |
| ćwiczenia wolne (23 października)             | Elefthérios Kosmídis | Kōhei Uchimura | Daniel Purvis |
| ćwiczenia na koniu z łękami (23 października) | Krisztián Berki | Louis Smith | Prashanth Sellathurai                                                                                                 |
| ćwiczenia na kółkach (23 października)        | Chen Yibing | Yan Mingyong | Matteo Morandi |
| skok (24 października)                        | Thomas Bouhail | Anton Gołocuckow | Dzmitry Kaspiarowicz                                                                                                  |
| ćwiczenia na poręczach (24 października)      | Feng Zhe | Teng Haibin | Kōhei Uchimura |
| ćwiczenia na drążku (24 października)         | Zhang Chenglong | Epke Zonderland | Fabian Hambüchen |
| drużynowo (21 października)                   | Chiny · Chen Yibing · Feng Zhe · Teng Haibin · Yan Mingyong · Lu Bo · Zhang Chenglong ·                                          | Japonia · Kōhei Uchimura · Koji Yamamuro · Koji Uematsu · Kazuhito Tanaka · Kenya Kobayashi · Tatsuki Nakashima ·               | Niemcy · Phillipp Boy · Fabian Hambüchen · Thomas Taranu · Evgenij Spiridonov · Sebastian Krimmer · Matthias Fahrig · |
| Kobiety                                       | | | |
| wielobój (22 października)                    | Alija Mustafina | Jiang Yuyuan | Rebecca Bross |
| skok (23 października)                        | Alicia Sacramone | Alija Mustafina | Jade Barbosa |
| ćwiczenia na poręczy (23 października)        | Elizabeth Tweddle | Alija Mustafina | Rebecca Bross |
| ćwiczenia na równoważni (24 października)     | Ana Porgras | Rebecca Bross Deng Linlin | – |
| ćwiczenia wolne (24 października)             | Lauren Mitchell | Alija Mustafina Diana Chelaru                                                                                                   | – |
| drużynowo (20 października)                   | Rosja · Alija Mustafina · Jekatierina Kurbatowa · Tatiana Nabijewa · Ksenia Afanasjewa · Ksenia Siemienowa · Anna Diemientiewa · | Stany Zjednoczone · Mackenzie Caquatto · Bridget Sloan · Rebecca Bross · Mattie Larson · Alexandra Raisman · Alicia Sacramone · | Chiny · Jiang Yuyuan · Huang Qiushuang · Yang Yilin · Deng Linlin · He Kexin · Sui Lu ·                               |

## Strony zewnętrzne
- Mistrzostwa Świata w Gimnastyce Sportowej 2010 na stronie www.rotterdam2010.sportcentric.com